# クリストフ・ヤーコブ・トロゥー

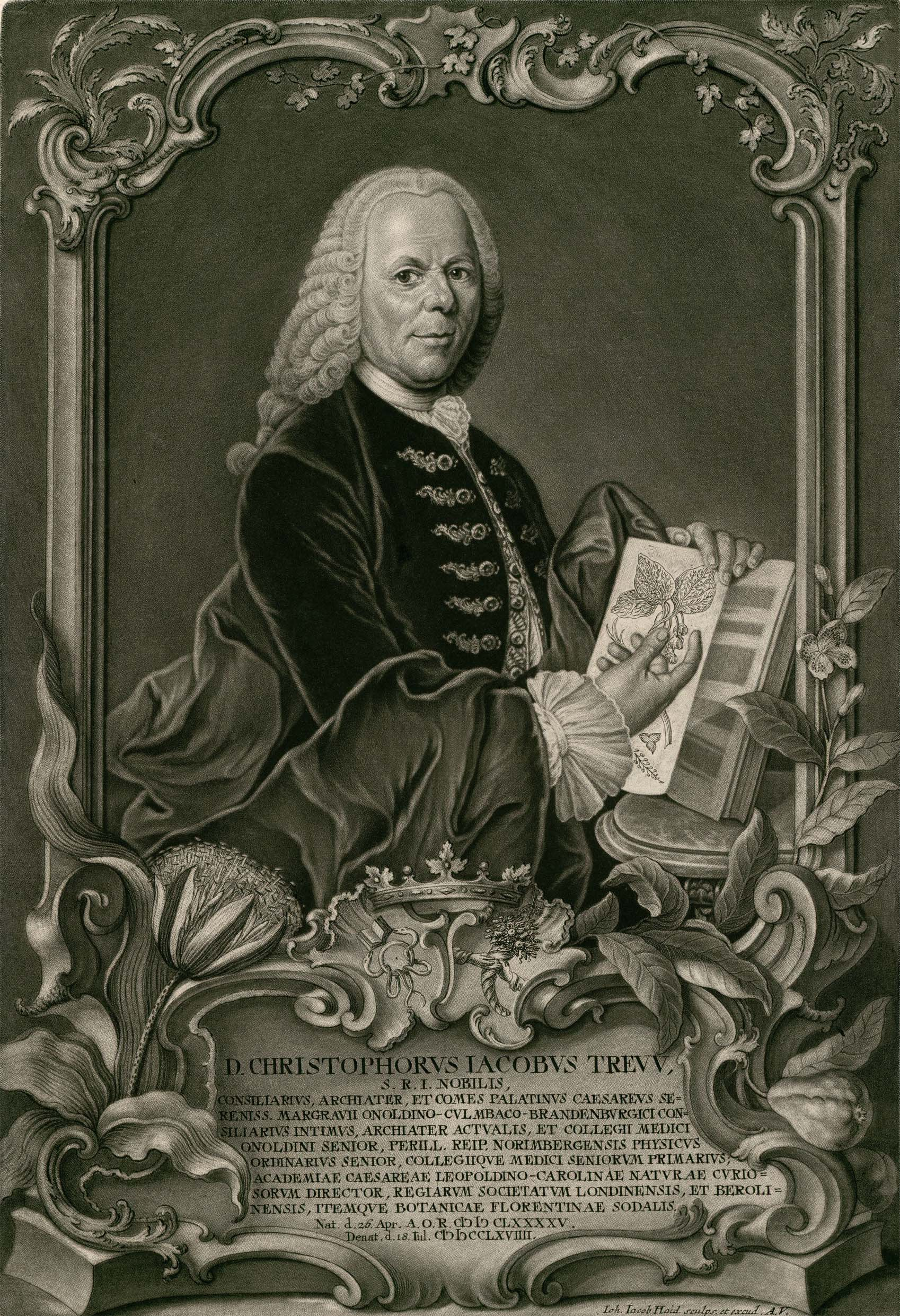
クリストフ・ヤーコブ・トロゥー

クリストフ・ヤーコブ・トロゥー（Christoph Jacob Trew [trɔʏ̯] 、姓はTreuとも、1695年4月26日 - 1769年7月18日）はドイツの医師、植物学者である。医学雑誌を刊行し、国際的な学術のネットワークの形成に貢献した。

## 概要
バイエルン州のLauf an der Pegnitzに薬剤師の息子に生まれた。個人教授から学んだ後、アルトドルフ大学で医学を学び、学位を得た後、ドイツの大学、スイス、パリで研究を続け、パリには13ヶ月滞在し、有名な教授のもとで学んだ。その後オランダのライデン大学でもヘルマン・ブールハーフェのもとで学んだ。
故郷で医師を開業した後、1720年にニュルンベルクの医学校( Nuremberg Collegium medicum)の解剖学の教授などを務めた。1927年にはドイツ科学アカデミーレオポルディーナの会員に選ばれた。
1731年に医学雑誌、"Commercium litterarium ad rei medicinae et scientiae naturalis"を創刊し、15年間の雑誌の刊行を通じてヨーロッパの有名な学者との国際的なネットワークを築いた。トロゥーと2000人ほどの学者との間にやり取りされた20,000近い手紙・原稿のコレクションが残されている。
1748年にイギリスの王立協会の会員に選ばれた。いろいろな分野で収集した自然科学の資料は1768年にアルトドルフ大学に残され、1809年にアルトドルフ大学が閉鎖されると、エルランゲン大学に移された。
カール・フォン・リンネによってトウダイグサ科の属名Trewia （アカメガシワ属 Mallotus Lour.のシノニム）が設けられた。

## 著作
- Hortus nitidissimus … 1750–1786.
- Plantae selectae quarum imagines ad exemplaria naturalia Londini, in hortis curiosorum nutrita 1750–1773, Supplement 1790, doi:10.5962/bhl.title.816.ゲオルク・エーレットが図版を作成
- Plantae rariores … 1763.
- Uitgezochte Planten … 1771. Holländische Übersetzung von Plantae selectae (s.o.).
- Herbarium Blackwellianum … Nürnberg 1757–1773, doi:10.5962/bhl.title.567., エリザベス・ブラックウェルの"Curious Herbal" の改定版(1737/39)
- Tabulae Osteologicae … Nürnberg 1767.